# Popcorn
För andra betydelser, se Popcorn (olika betydelser).
| Opoppade och poppade popcorn. |  | Opoppade och poppade popcorn. |
| Opoppade och poppade popcorn. |  |                               |

| Opoppade och poppade mikropopcorn. |  | Opoppade och poppade mikropopcorn. |
| Opoppade och poppade mikropopcorn. |  |                                    |

Popcorn är stärkelserika, torkade majskorn som hettas upp så att skalet sprängs av ångtrycket och bildar fluffiga gulvita tilltugg. Denna procedur kallas populärt för poppning (att poppa). Popcorn tillverkas av så kallad puffmajs eftersom vanliga majskorn har ett för mjukt skal för att kunna bygga upp det tryck som behövs. 

## Etymologi
Ordet pop i popcorn betyder 'smälla' och corn betyder 'majs' på engelska.

## Innehåll och poppningsprocessen
Majsen består av vatten, en stärkelsekärna och ett skal. När majsen upphettas bildas vattenånga av vattnet i majsen. Ungefär vid 175 grader Celsius blir trycket mot skalet så hårt att skalet spricker. I samband med det utvidgas vattenångan tusentals gånger, vilket leder till att majsen vänder ut och in på sig. Stärkelsen utgör tre fjärdedelar av popcornet och exploderar inte på samma sätt, utan bildar en fluffig vit massa.

## Försäljning och tillredning

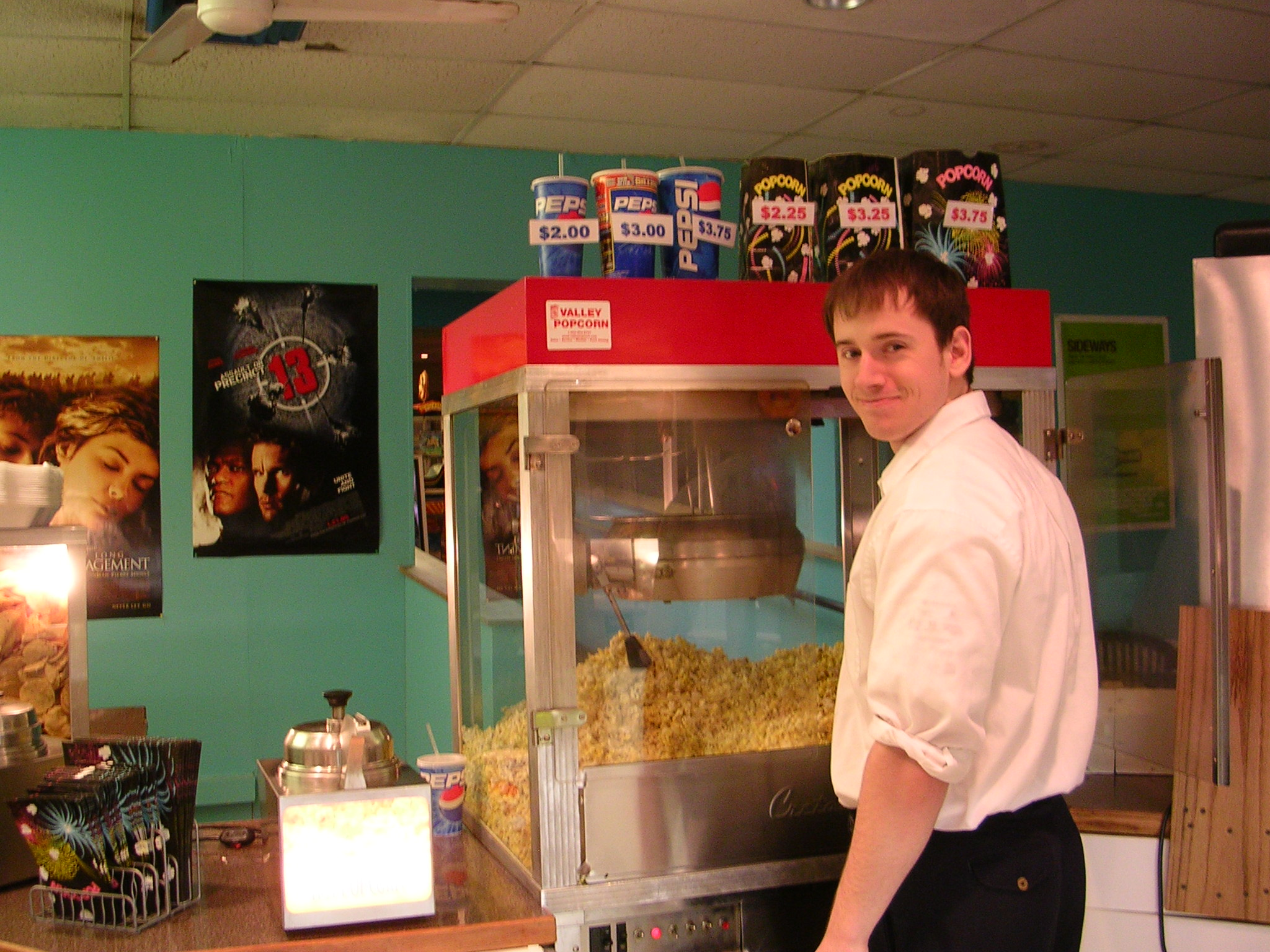
Popcorn för försäljning.

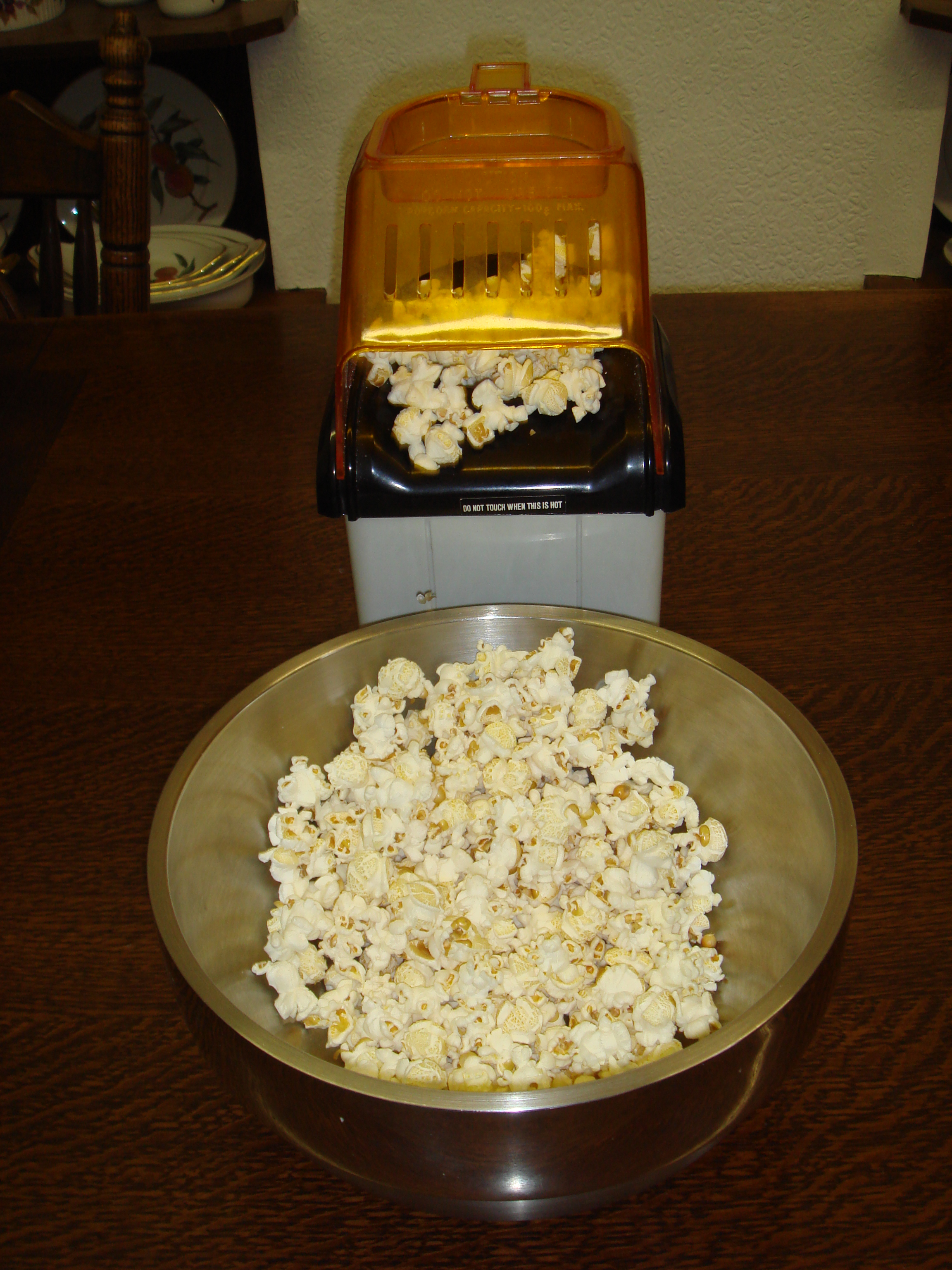
Popcornmaskin för hemmabruk.

Livsmedelsbutikerna säljer opoppade popcorn för poppning i popcornmaskin, kastrull med lock eller mikrovågsugn. När man poppar popcorn i kastrull brukar man använda lite matfett och skaka kastrullen några gånger under tillagningen för att inte kornen ska brännas. Dessa popcorn brukar kryddas efter tillagningen. Mikropopcorn eller mikropop kommer i en särskild påse av papp eller metalliserad plastfilm, som man stoppar in oöppnad i mikrovågsugnen. När mikrovågsugnen sätts på fylls påsen med varm luft som poppar popcornen och vecklar ut påsen till full storlek. Mikro-påsarna innehåller popcorn, matfett och smaksättning.
Färdigpoppade och saltade popcorn i plast- eller aluminiumpåsar var vanligt förekommande i affärerna före 1990-talet, före mikropopcornens intåg. Dessa popcorn kräver ingen uppvärmning, utan konsumeras kalla. De kan vara poppade långt innan de säljs till konsument. Under 2000-talet är de färdigpoppade popcornen mer sällsynta i affärerna till förmån för många nyheter bland tilltuggen.
Popcornstånd är vanliga på biografer, marknadsplatser och på nöjesfält. Där har man möjlighet att köpa varma poppade popcorn i en pappersbehållare eller en pappersstrut.

### Kryddning och alternativ servering
I Sverige är det vanligt att man strör salt och eventuellt häller smält smör på sina poppade popcorn. I andra länder, som exempelvis Storbritannien, Tyskland och Nederländerna är i stället socker vanligt förekommande. I USA är det populärt med speciella popcornkryddor som finns i en mängd olika såväl kryddiga som söta smaker.
Alternativa smaksättningar är exempelvis curry, soja, vitlökssalt, torkad dill och vinäger.
I Ecuador äts fiskrätten ceviche, som kan serveras tillsammans med popcorn. I början av 2020-talet blev det vanligt att göra popcornsallad på Tiktok, där popcorn blandas i en vanlig sallad.

## Historia
Att poppa popcorn är en gammal kunskap som aztekerna besatt. De varma popcornen kallades momochitl och var en del av ceremonier. Popcorn var vanliga som kvinnosmycken, i exempelvis halsband och huvudbonader.
I mitten av 1800-talet spreds majsen i USA och 1885 tillverkades världens första patenterade popcornmaskin av det ännu aktiva (2011) familjeföretaget Charlie Cretors i Chicago. Popcornmaskinen kom till användning på marknadsplatser och 1912 började popcorn säljas på amerikanska biografer. Under 1920-talet blomstrade popcornindustrin, till skillnad mot många andra branscher. Popcorn ansågs vara en billig lyx som även fattiga hade råd att unna sig.
Popcorn spelade även en viktig roll i de första experimenten med mikrovågor under 1940-talet.
I Sverige började popcorn tillverkas 1957.
TV:ns genombrott blev ett bakslag för popcornindustrin, men under 1980-talet steg intresset igen. Mikropopcornen lanserades i USA 1981. I Sverige började popcorn säljas på biografer 1987.
Den internationella popcorndagen infaller den 19 januari.